# パウルス5世 (ローマ教皇)
パウルス5世（Paulus V、1552年9月17日 - 1621年1月28日）は、ローマ教皇（在位：1605年 - 1621年）。シエナの名門ボルゲーゼ家の生まれ、本名はカミッロ・ボルゲーゼ（Camillo Borghese）。教会の権益を擁護すべくヴェネツィア共和国やイングランド王ジェームズ1世との交渉を繰り返した。

## 生涯
ローマへ逃れてきたカミッロ・ボルゲーゼは書類にしばしば「ローマ人（Romanus）」と記していた。彼はペルージャとパドヴァで法学を学び、1596年7月、クレメンス8世によって枢機卿に選出された。
1605年5月、レオ11世没後の教皇選挙ではボルゲーゼがカエサル・バロニウスやロベルト・ベラルミーノなどの錚々たる教皇候補者達を押しのけて新教皇に選出された。これは彼が中立を保ち、特定の派閥と密着していなかったことから、諸勢力から妥協案として受け入れられたのである。彼は非常に厳格で一度決めたらやりとげる性格であり、外交家というよりは教会の権益を擁護する法学者というタイプの人物であった。彼がまず取り組んだのはトリエント公会議で司教は担当教区に定住することが義務付けられたことを受けて、ローマに滞在していた司教達を該当教区へ帰したことであった。
教皇は教会司法権の問題を巡って各国の政府と争った。特にヴェネツィア共和国とは徹底的に争った。これは、聖職者に一般法廷で裁かれない特権を与えるべきだとする教皇の主張に対して、ヴェネツィアが反教皇の表明といえる二つの法律を制定したことが発端である。その法律とは1つは聖職者への不動産譲渡の禁止であり、もう1つは教会の新規建築に政府の許可が必要であるとしたものであった。それを受けて2人の聖職者が有罪宣告を受け、投獄されたため、教皇はその釈放をもとめた。
そのころ、ヴェネツィアでは教会法学者パオロ・サルピが論陣をはって共和国を弁護していた。教皇は最終的に1606年4月にヴェネツィア共和国を破門して、聖務停止命令を出した。共和国内の聖職者たちは教皇に反対して共和政府を支持したが、イエズス会員、ティアティラ会員、カプチン会員だけは教皇を支持したため、共和国を追放される憂き目にあった。ヴェネツィアでは聖務停止を無視してミサが続けられ、キリストの聖体の祝日が見せ付けるように大々的におこなわれた。1607年3月にはこの争いにフランスとスペインが調停に乗り出した。ここにおいてヴェネツィアは法案の撤回は拒否したが、教皇と争うつもりはないし、教皇へは変わらぬ忠誠心を持っていることを強調した。またイエズス会を反政府分子として禁止した。妥協を迫られた教皇はここにおいて批判を撤回せざるを得なかった。
教皇の対外的な強硬姿勢はイングランドの穏健派カトリック信徒を窮地に追い込むことになった。7月9日に教皇はイングランド王ジェームズ1世に出した書簡で、3年遅れながらその王位継承を祝い、カトリック過激派信徒が王と議員の暗殺を企てたとされる火薬陰謀事件に遺憾の意を表している（この事件をイングランド人たちは教皇庁も加担していると考えていた）。教皇はジェームズ1世に、少数のカトリック信徒の罪によって多くの無辜のカトリック信徒を苦しめないでほしいと願い、信徒に対して（神にそむく事柄以外では）常に王に忠誠であるよう命じることを約束している。しかし1606年9月、ジェームズ1世が国民に要求した忠誠の誓いの文章には、当時のカトリック教徒にはとても受け入れられない条項が含まれていた。結局、これに従う者と従わない者とでイングランドのカトリック教徒を分裂させてしまうことになった。
また、枢機卿ロベルト・ベラルミーノの書簡が教皇とジェームズ1世の間の溝を深めた。それはベラルミーノがイングランドの司教ブラックウェルに対し、国王への忠誠を誓うことは教皇をないがしろにするものだという内容のものであった。これが1608年にはジェームズ1世の書簡に引用されるほどに論議を呼んだため、ベラルミーノは国王に書簡を送ってこれを釈明している。
教皇はガリレオ・ガリレイとも対面している。まずベラルミーノ枢機卿に説得させ、次には自身でコペルニクスの地動説を擁護するような発言は控えるように諭している。ガリレオは当時すでに話題の人で論議を呼んでいたのである。
ローマでは、教皇はサン・ピエトロ大聖堂の建造を急がせ、バチカン図書館を充実させた。また、ローマの街に多くの噴水を築き、サンタ・マリア・マッジョーレ大聖堂にボルゲーゼ礼拝堂を造らせている。彫刻家ジャン・ロレンツォ・ベルニーニや画家グイド・レーニのパトロンでもあった。
その他の教皇の事跡として、カルロ・ボロメオの列聖や、フランシスコ・ザビエル、イグナチオ・デ・ロヨラの列福などがあげられるが、彼も時代の制約を免れえず、ネポティズムに従って親族を盛んに教皇庁に登用した。特に枢機卿にあげた甥のスキピオ・ボルゲーゼが権力をほしいままにし、ボルゲーゼ家の台頭をすすめた。家系は違うが、後に教皇に選出されたアレクサンデル7世はパウルス5世の大甥に当たる。
日本人との関わりについてみると、1615年に慶長遣欧使節の支倉常長らが彼に謁見している。